# St. Alban (Dießen am Ammersee)
St. Alban ist ein Ortsteil des Marktes Dießen am Ammersee im oberbayerischen Landkreis Landsberg am Lech.

## Geografie
Der Weiler St. Alban liegt circa einen Kilometer nördlich von Dießen am Ammersee direkt am Ufer des Ammersees.

## Geschichte
Bereits um das Jahr 1000 soll hier die Hl. Kunissa ein Kloster errichtet haben.
Erstmals urkundlich erwähnt wird der Weiler jedoch erst 1349 als Sant Alban.
St. Alban gehörte bis zur Säkularisation 1803 zum Augustiner-Chorherrenstift Dießen, im Jahr 1752 werden fünf Anwesen erwähnt.
Bis zum 30. April 1978 gehörte es zur ehemals selbstständigen Gemeinde Rieden.

## Sehenswürdigkeiten
In St. Alban befindet sich die gleichnamige Wallfahrtskirche St. Alban, ein ursprünglich spätgotischer Bau, der 1736–39 renoviert und barockisiert wurde. Die drei Altäre stammen von dem Raistinger Stuckateur und Bildhauer Thomas Schaidhauf, der Hochaltar stellt die Enthauptung des Kirchenpatrons Alban dar.
In dem Weiler befindet sich das Benediktinerinnen-Kloster St. Alban.
Siehe auch: Liste der Baudenkmäler in St. Alban